# Willem Boeles
Willem Boele Sophius Boeles (Noorddijk, 2 oktober 1832 - Dieren, 2 december 1902) was een Nederlands jurist. Hij was advocaat, rechter en achtereenvolgens vicepresident en president van het Gerechtshof Leeuwarden.

## Leven en werk
Boeles, zoon van de predikant Pieter Boeles en Alberdina Janna Speckman, studeerde rechten aan de universiteit van Groningen. Hij promoveerde aldaar in 1856. Na zijn studie vestigde hij zich als advocaat in Groningen. Hij publiceerde een standaardwerk over de geestelijke goederen in de provincie Groningen. Als deskundige was hij lid van de staatscommissie, die zich bezighield met het beheer van de kerkelijke goederen. Ook maakte hij deel uit van het algemeen college van toezicht op deze goederen. In 1883 schreef hij een drietal rapporten over de vicariegoederen in de provincies Groningen, Friesland en Drenthe.
Zijn loopbaan als rechter begon in 1863 in Sneek. Daarna werd hij in 1865 rechter en in 1870 raadsheer in Assen. Op 30 december 1875 werd hij beëdigd als vicepresident van het nieuwe gerechtshof in Leeuwarden en precies twintig jaar later werd hij beëdigd tot president van dit gerechtshof.
Daarnaast was Boeles ook historicus. Hij schreef diverse historische werken, waaronder de geschiedenis van de hogeschool te Franeker. Hij was tevens bibliothecaris en voorzitter van het Friesch Genootschap. Hij zette zich in voor het Friesch Museum, waarvan hij één der oprichters was en waarvoor hij, samen Dirks en Corbelijn Battaerd, in 1881 de eerste catalogus schreef. Hij was lid van de Maatschappij der Nederlandse Letterkunde en lid van de algemene synodale commissie van de Nederlandse Hervormde Kerk. Boeles werd in 1889 benoemd tot ridder in de orde van de Nederlandse Leeuw.
Boeles trouwde op 5 augustus 1863 met Titia Hermina Tonkes, dochter van de Groninger koopman Remko Harms Tonkes en Helena Smedes.